# CD Huachipato
CD Huachipato is een Chileense voetbalclub, die afkomstig is uit de stad Talcahuano. De club is opgericht op 7 juni 1947 en speelt in de hoogste afdeling van de Chileense voetbalcompetitie, de Primera División. De thuiswedstrijden werkt de club af in het Estadio CAP, dat in 2009 werd opgeleverd en een capaciteit heeft van 10.500 zitplaatsen.

## Erelijst
- Primera División

Kampioen (2): 1974, 2012-C, 2023
- Segunda División

Kampioen (1): 1966

## Bekende (oud-)spelers
- Daniel Ahumada
- Pablo Caballero
- Luís Chavarría
- Javier di Gregorio
- Carlos Lampe
- Rodrigo Millar
- Pedro Morales
- Miguel Ángel Neira
- Rómulo Otero
- Juan Francisco Viveros

## Trainer-coaches
- Oscar Garré (2001-2003)
- Arturo Salah (2004-2007)
- Antonio Zaracho (2007-2008)
- Fernando Vergara (2008-2009)
- Pedro García (2009)
- Arturo Salah (2010-2011)
- Alejandro Padilla (2011)
- Jorge Pellicer (2011-2013)

Antofagasta · 
Audax Italiano · 
Cobresal · 
Colo-Colo · 
Coquimbo Unido · 
Curicó Unido · 
Everton · 
Huachipato · 
Deportes Iquique · 
La Calera · 
O'Higgins · 
Palestino · 
Unión Española · 
Universidad Católica · 
Universidad de Chile · 
Universidad de Concepción